# Distrito electoral de Slough (condado de Pierce, Nebraska)
Slough (en inglés: Slough Precinct) es un distrito electoral ubicado en el condado de Pierce en el estado estadounidense de Nebraska. En el Censo de 2010 tenía una población de 220 habitantes y una densidad poblacional de 2,36 personas por km².

## Geografía
Slough se encuentra ubicado en las coordenadas 42°13′44″N 97°26′9″O / 42.22889, -97.43583. Según la Oficina del Censo de los Estados Unidos, Slough tiene una superficie total de 93.09 km², de la cual 93.08 km² corresponden a tierra firme y (0.01%) 0.01 km² es agua.

## Demografía
Según el censo de 2010, había 220 personas residiendo en Slough. La densidad de población era de 2,36 hab./km². De los 220 habitantes, Slough estaba compuesto por el 97.27% blancos, el 0% eran afroamericanos, el 2.27% eran amerindios, el 0% eran asiáticos, el 0% eran isleños del Pacífico, el 0.45% eran de otras razas y el 0% pertenecían a dos o más razas. Del total de la población el 1.82% eran hispanos o latinos de cualquier raza.